# Zoutmanbrug
De Zoutmanbrug (brug 397) is een vaste bouwwerk over een duiker (ook wel duikerbrug) in Amsterdam-West. De brug overspant sinds 1956 de Haarlemmervaart en verbindt de Admiraal de Ruijterweg en Haarlemmerweg met de Molenwerf in Sloterdijk.

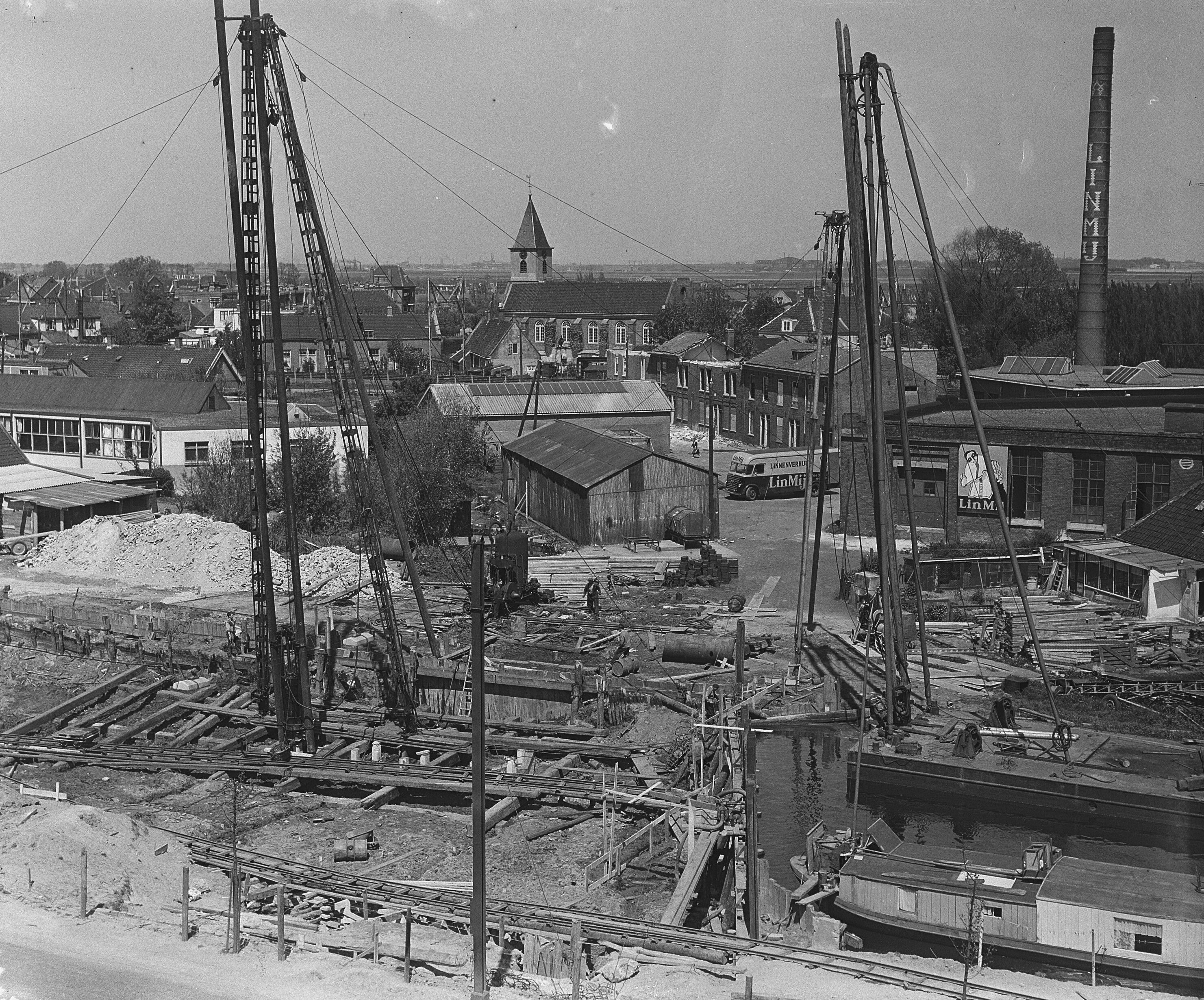
Bouw van brug 397 voor station Sloterdijk, met erachter de buurt Molenwerf die gesloopt werd voor de aanleg van het stationsplein. Op de achtergrond de Petruskerk; 1955.

Voor de bouw van brug 397 lag er iets westelijker een vaste brug (vroeger ophaalbrug; ter hoogte van duiker 172P) die vanaf de Haarlemmerweg toegang gaf tot het dorp Sloterdijk  over de Haarlemmertrekvaart.
Voor de bouw van de 'voorstadshalte' station Sloterdijk moest een flink stuk van het oude dorp Sloterdijk worden gesloopt. Hier kwam het voorplein met bushaltes (en later tramhaltes) te liggen en de doorgaande weg richting Velsen (de Velserweg).
De Nederlandse Spoorwegen bouwde vanaf eind 1954 eerst een nieuwe 'tijdelijke voorstadshalte' Station Sloterdijk, geopend in juni 1956, die uiteindelijk 29 jaar dienst zou doen. Voor de toegang tot het station voor het wegverkeer moest er een verkeersbrug komen over de Haarlemmervaart en ook een verkeersplein. De brug werd in een brede opzet voor weg- en tramverkeer uitgevoerd. Van hieruit zou een ontsluitingsweg naar het bedrijvengebied ten noorden van de spoorbaan komen, die tevens zou aansluiten op de naar het noorden te verleggen Haarlemmerweg. Die plannen werden uiteindelijk niet uitgevoerd. Op 3 juni 1956, met ingang van de zomerdienstregeling, werd het nog niet voltooide station in gebruik genomen. Op 13 augustus 1956 werd het inmiddels voltooide station geopend. Toen gingen er ook buslijnen over de brug (buslijnen 14 en 21 en buslijn F; later buslijn 15). Vanaf 1982 gingen tramlijn 12 en 14 (tot 1989) hier langs. Sinds 22 juli 2018 heeft tramlijn 19 de route van lijn 12 naar Sloterdijk overgenomen.
Ten noordwesten van de brug stond tot medio jaren zestig het gebouw van Drukkerijk Laporte & Dosse. In 1980 kwam daar een betonnen kantoorkolos, dat later werd verbouwd tot een Golden Tulip-hotel. Aan de noordoostkant stond het gebouw van stomerij Linmij met de opvallende schoorsteen. Ook dit maakte in 2003 plaats voor nieuwe kantoren, die inmiddels tot woningen zijn verbouwd.
De brug is sinds 2006 vernoemd naar de schout bij nacht Johan Zoutman. Sinds 8 maart 1910 was er in de omgeving al een Zoutmanstraat in de gemeente Sloten. Na 1921, toen de gemeente Sloten door Amsterdam werd geannexeerd, behield de straat aanvankelijk zijn naam maar kreeg op 20 april 1939 de naam Wiltzanghlaan.
<<< · 300 · 301 · 302 · 303 · 304 · 305 · 306 · 307 · 308 · 309 · 310 · 311 · 312 · 313 · 314 · 315 · 316 · 317 · 318 · 320 · 321 · 322 · 323 · 324 · 325 · 327 · 328 · 330 · 331 · 332 · 333 · 334 · 335 · 336 · 337 · 338 · 339 · 340 · 341 · 342 · 343 · 344 · 345 · 346 · 347 · 348 · 349 · 350 · 351 · 352 · 353 · 354 · 355 · 356 · 357 · 358 · 359 · 360 · 361 · 362 · 363 · 364 · 365 · 366 · 367 · 368 · 371 · 372 · 373 · 374 · 375 · 376 · 377 · 378 · 379 · 380 · 381 · 382 · 383 · 385 · 386 · 387 · 388 · 389 · 390 · 391 · 392 · 393 · 394 · 395 · 396 · 397 · 398 · 399 · >>>
Brugnummers 319, 326, 329 (tijdelijke duiker in de Ringspoordijk), 369, 370, 384 zijn niet (meer) vergeven.